# Duarte Coelho de Albuquerque
Duarte Coelho de Albuquerque nasceu em Olinda, Pernambuco, em 1537 ou 1538, e morreu no Norte da África, em 1579 ou 1580.
Primogênito de Duarte Coelho e de Dona Brites de Albuquerque, foi o segundo donatário da capitania de Pernambuco.
Com o pai, ele e seu irmão, Jorge de Albuquerque Coelho, seguiram para Portugal, a fim de realizar seus estudos, em 1554. Entretanto o pai morre pouco tempo depois da chegada. Em 1560, os dois irmãos retornam ao Brasil, encarregados pela rainha regente de Portugal, D. Catarina, de "pacificar os índios que atacavam a capitania de Pernambuco". 
Duarte de Albuquerque assumiu então o governo da capitania e conseguiu, com a ajuda de tribos amigas, assegurar sua sobrevivência e progresso. 
Em 1576 retorna a Portugal e em 1578 participa da fracassada expedição empreendida pelo rei D. Sebastião contra os mouros do Norte da África. Após a derrota da Batalha de Alcácer-Quibir, na qual o rei português desapareceu, os dois irmãos foram aprisionados pelos mouros. Um ano depois seriam resgatados. Mas Duarte, devido aos ferimentos, não sobreviveria à longa viagem de volta a Lisboa.